# 杰姬·罗森
杰奎琳·谢丽尔·罗森（英語：Jacklyn Sheryl Rosen，旧姓史派克特，1957年8月2日—）是一位美国政治家，她从2017年起在美国众议院中代表内华达州的第3国会选区。她在2018年当选为美国联邦参议员，击败了共和党時任参议员狄恩·海勒。她是在2018年中期选举中当选参议员的唯一众议院新人，以及唯一的击败了现任共和党参议员的民主党人。